# Kodály körönd

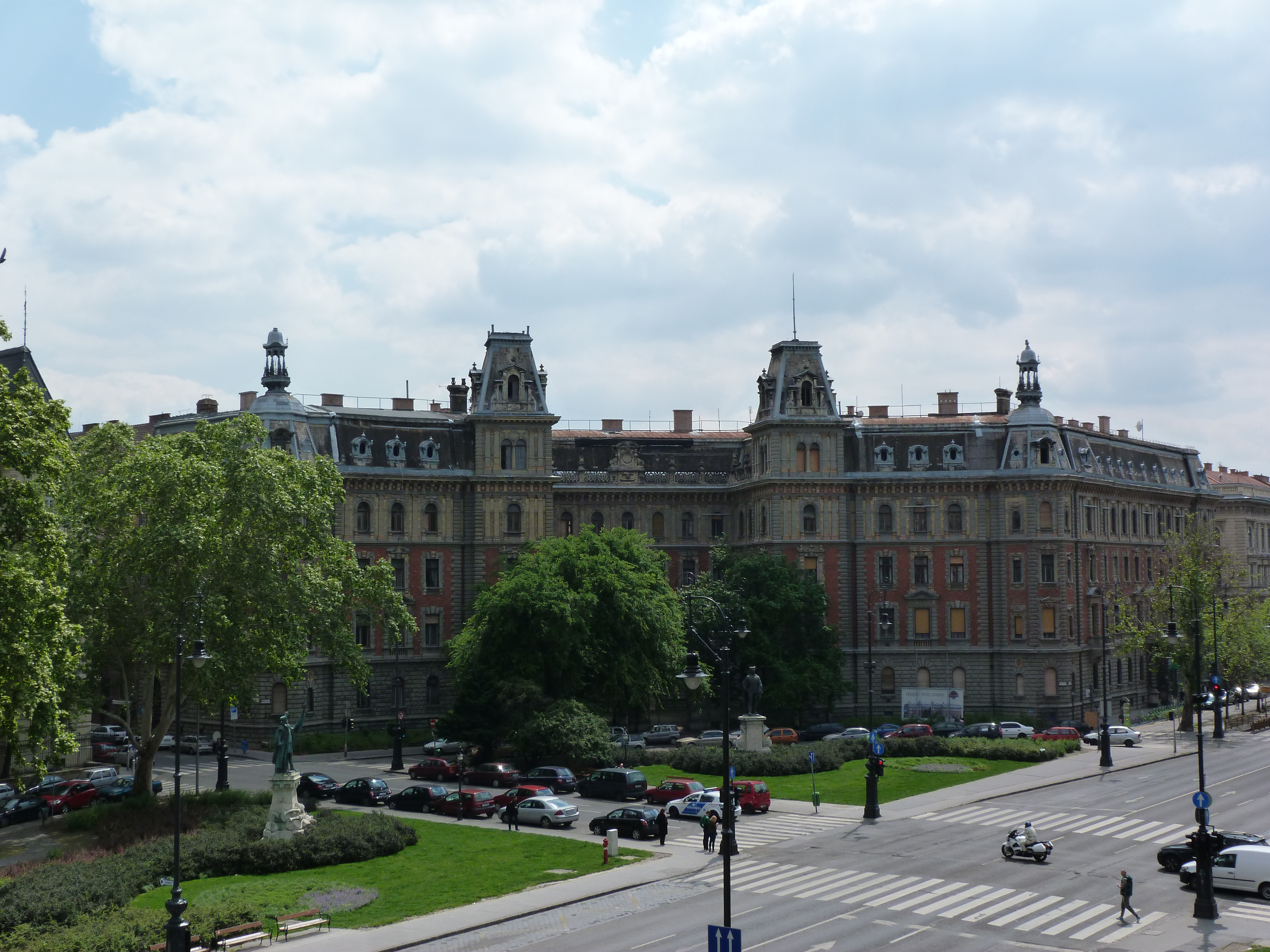
Kodály körönd

Kodály körönd ist ein kreisrunder Platz im VI. Bezirk von Budapest.

## Lage
Der Kodály Körönd ist einer von zwei Plätzen an der Andrássy út und befindet sich an deren Kreuzung mit Szinyei Merse utca und Felső erdősor utca am nördlichen Drittel des Andrássy út. Gleichzeitig markiert der Platz den dritten Streckenabschnitt des Andrássy út bis zum Heldenplatz, auf dem die Straße noch breiter wird und von Palästen und Villen sowie Gärten in offener Bauweise umgeben ist. Der Platz hat einen Durchmesser von 123 Metern und ist mit der Station Kodály körönd an die älteste Budapester Metró-Linie angebunden.

## Geschichte
Nachdem der Platz in den 1890er Jahren angelegt wurde, hieß er zunächst Körönd, ab 1938 Hitler-Adolf tér, ab 1945 wieder Körönd und wurde 1971 nach dem ungarischen Komponisten Zoltán Kodály in Kodály körönd umbenannt.

## Galerie

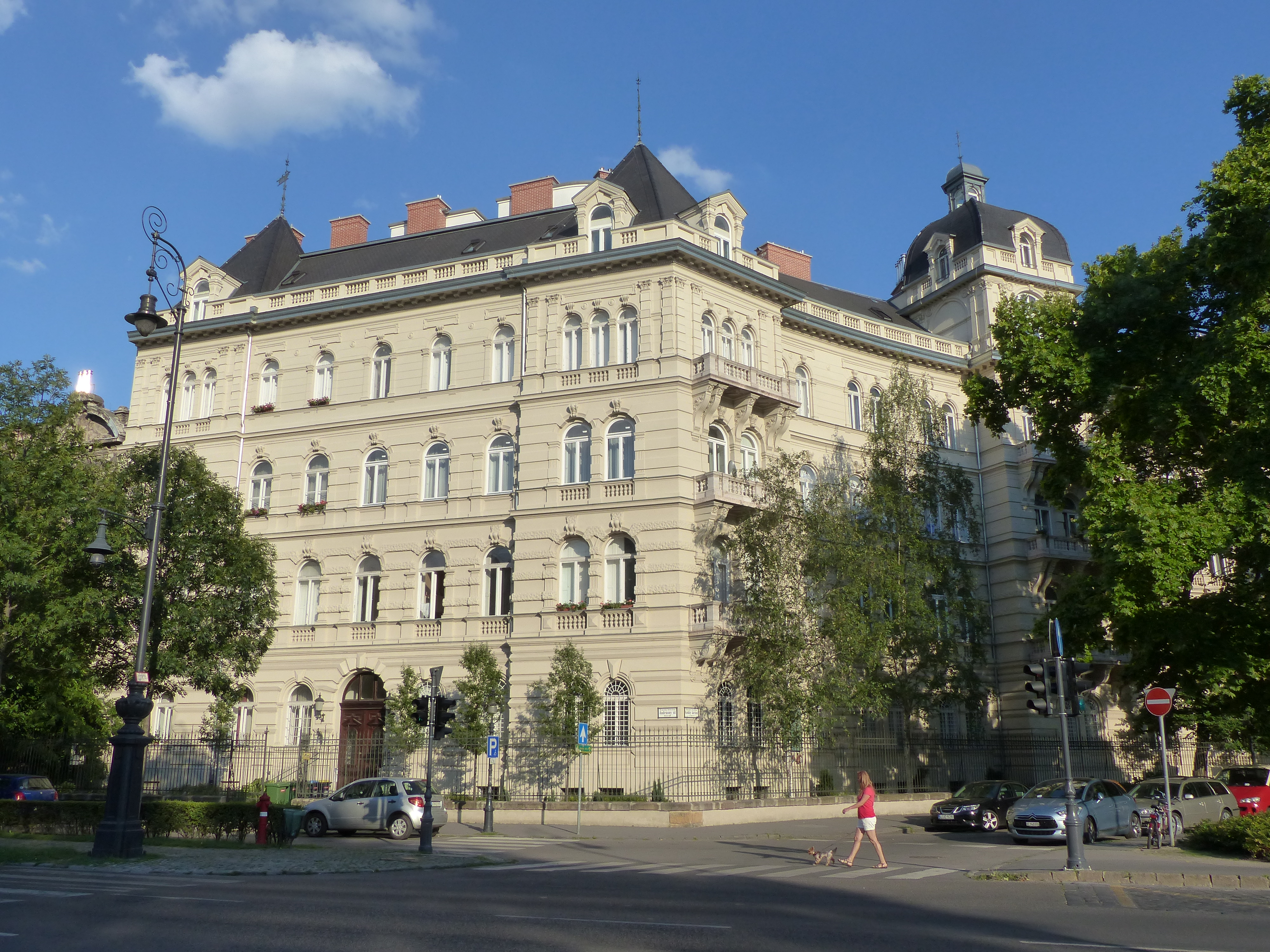
Kodály körönd 1: Zoltán-Kodály-Erinnerungshaus
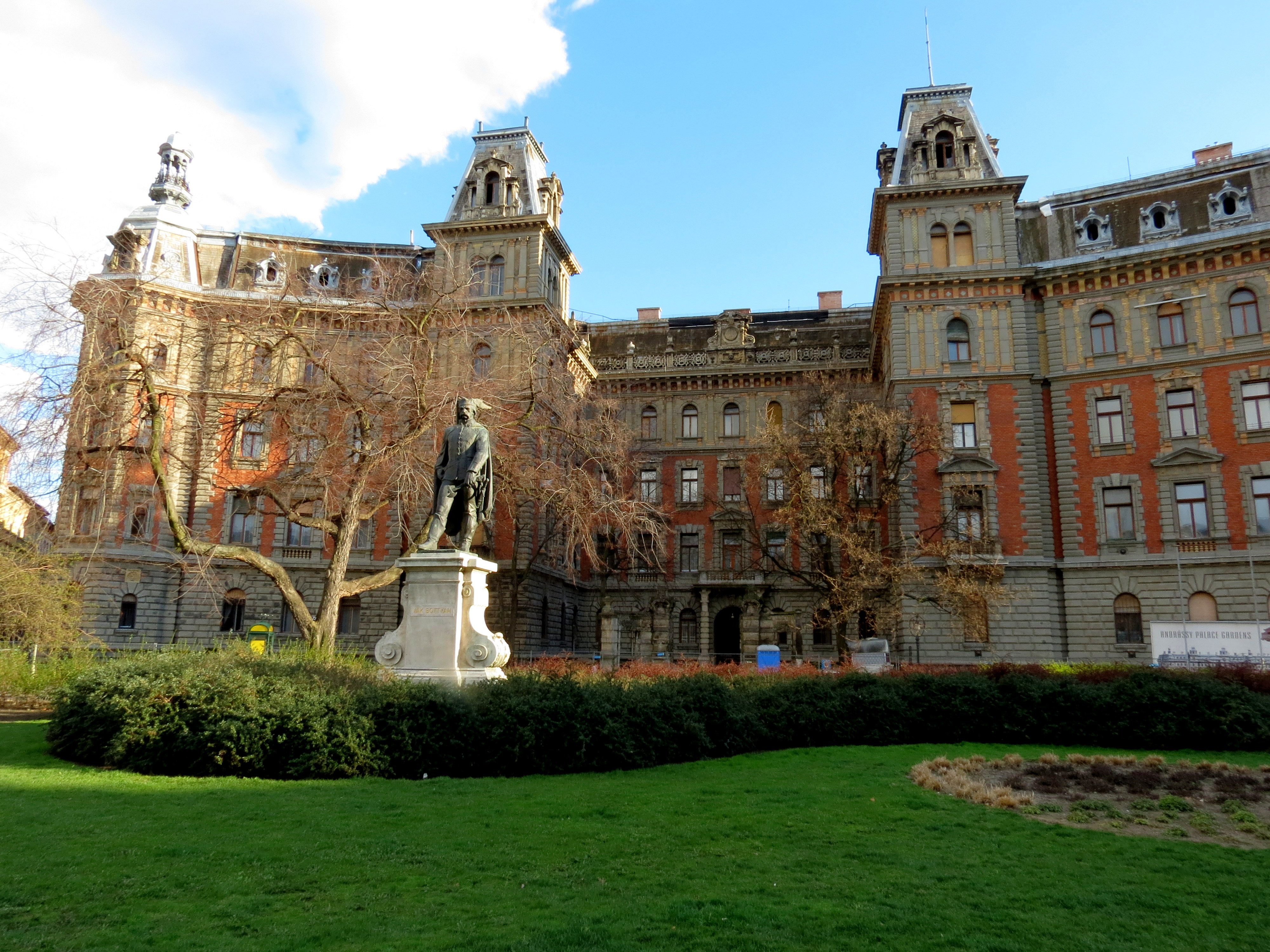
Kodály körönd 2: János-Bottyán-Statue
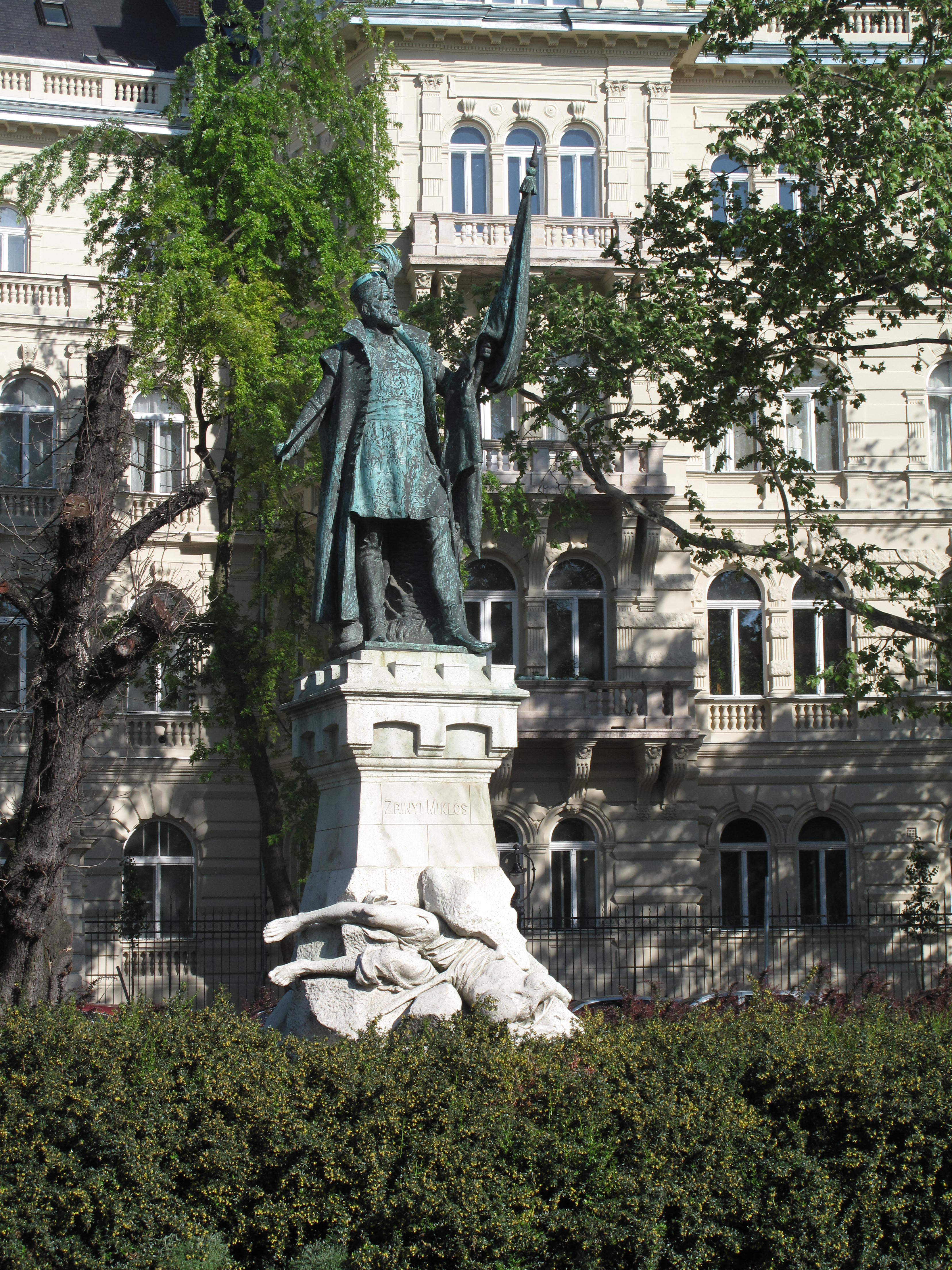
Miklós-Zrínyi-Statue
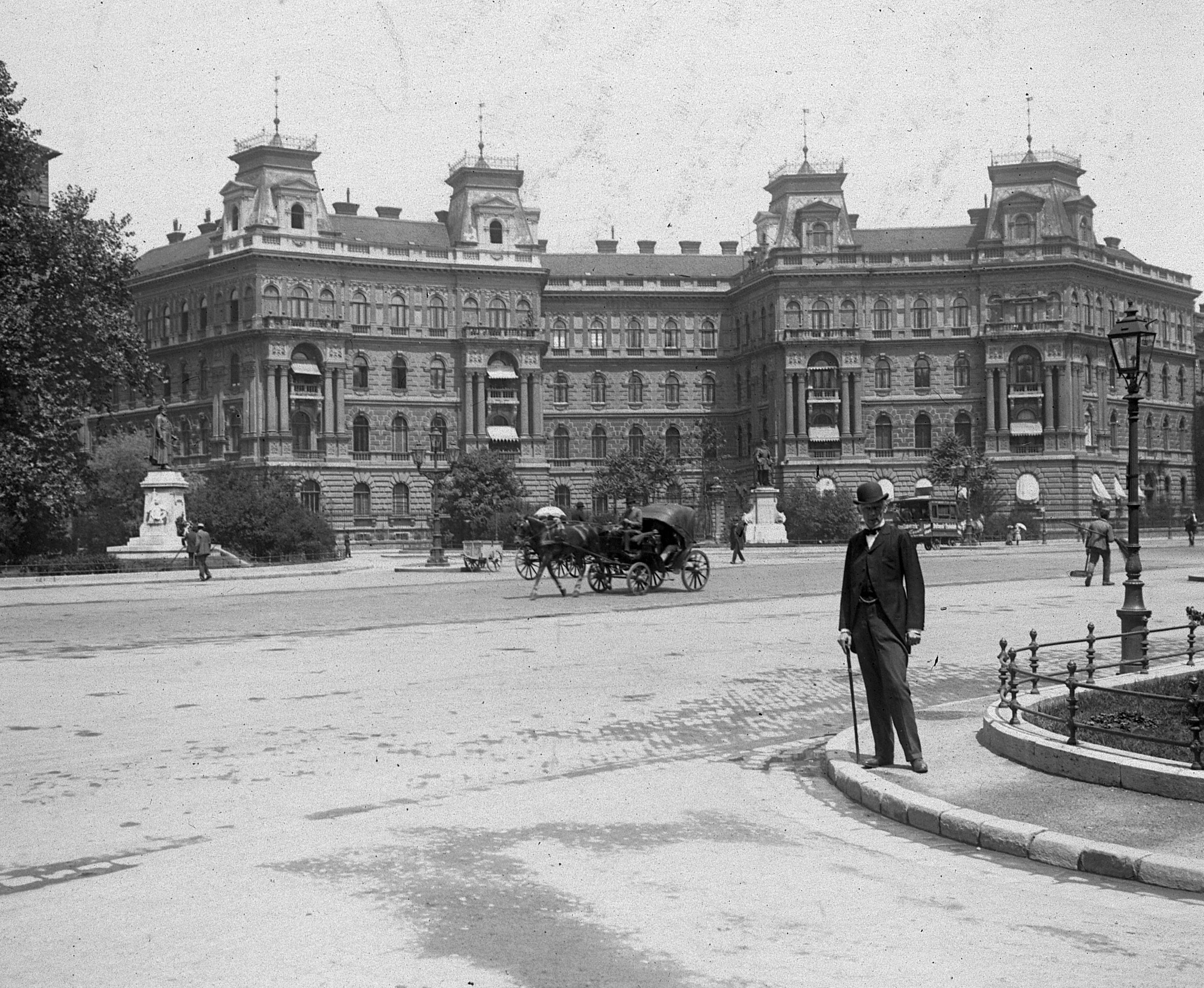
Ansicht von 1903